# Guinguette

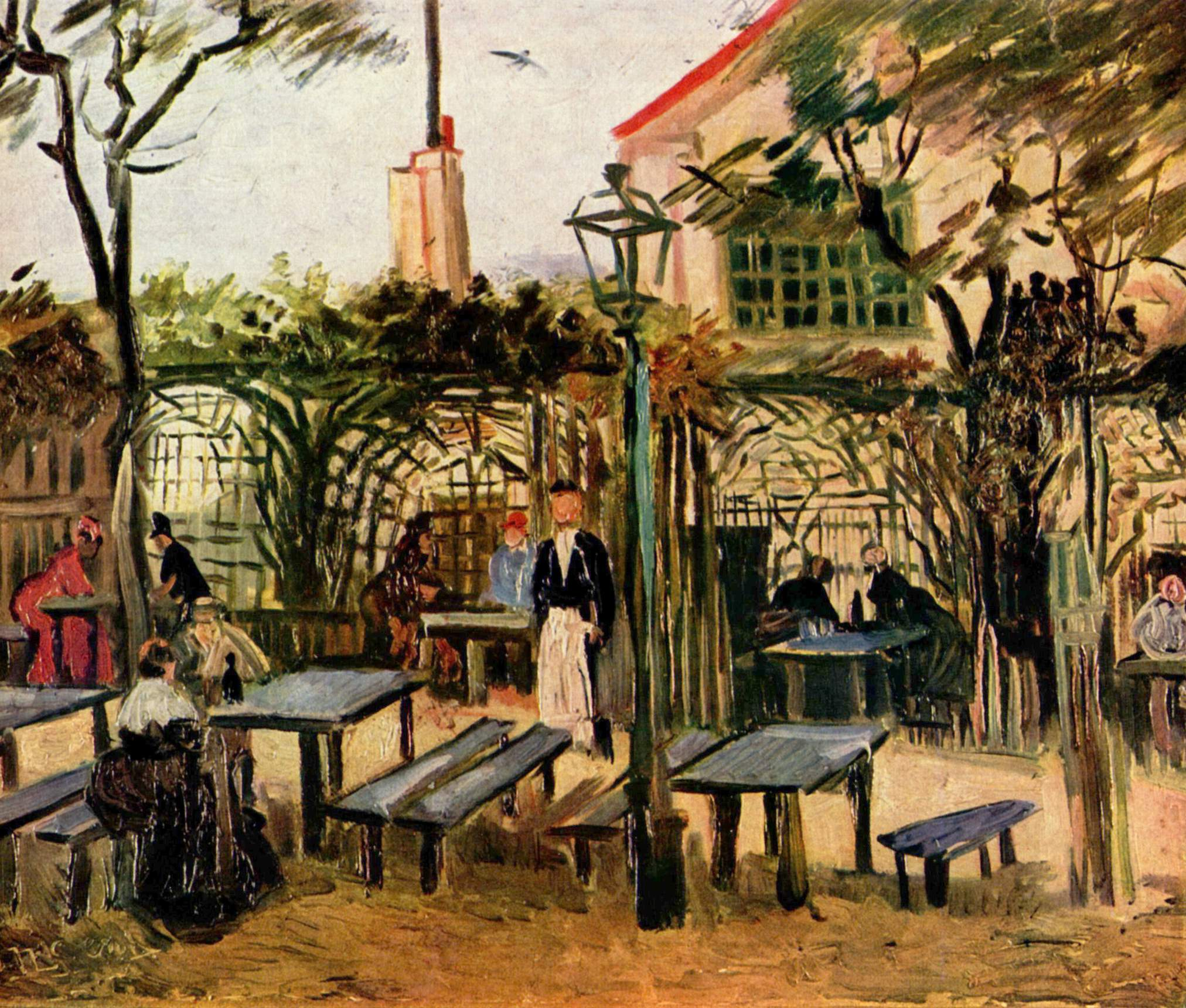
La guinguette, pintura de Vincent van Gogh.

Una guinguette es un cabaret típico de los suburbios parisinos que suele tener un restaurante y una pista de baile al aire libre. Generalmente están situadas en las orillas de los ríos Sena o Marne, aunque también existe ese tipo de establecimientos en otras regiones de Francia.
El origen etimológico más probable del término es que proceda de la palabra guinguet, que designa un vino blanco agrio y barato producido en la Isla de Francia. Según Charles Virmaître: "La calle de Ménilmontant era frecuentada desde tiempo inmemorial por una muchedumbre de parisinos que no dudaba en subir la cuesta para ir a las numerosas guinguettes que había en su parte más alta. Allí se bebía un vino, producido en los viñedos Guinguet. Esto fue lo que dio el nombre de guinguettes a los lugares en los que se servía".

## Situación geográfica
Antes del crecimiento de París, que incorporó en 1860 algunas pequeñas localidades próximas, muchas guinguettes se encontraban justo después de los fielatos para no pagar impuestos. Las más famosas eran las de la Courtille, cerca del fielato de Belleville. Había también guinguettes en las orillas del Sena y del Marne, y algunas cerca de Rouen. Cuando estaban cerca de los ríos se daban paseos en barca. 
El desarrollo del ferrocarril y la creación de la estación de la Bastilla, con numerosos trenes que comunicaban París con los suburbios del este contribuyó al éxito de las guinguettes alejadas de la capital, que eran muy numerosas hasta Nogent-sur-Seine.

## Decadencia y renacimiento
Las guinguettes sirvieron de tema para los pintores, desde finales del siglo XIX hasta la primera mitad del siglo XX. El cine francés del periodo de entreguerras utilizó también las guinguettes como decorado con cierta frecuencia.
La prohibición de bañarse en el Sena y en el Marne provocó la decadencia de estos establecimientos. Esta prohibición era por razones de higiene (el agua estaba muy contaminada en los años 1960-1970) y de seguridad (riesgos debidos al tráfico fluvial).
Desde los años 1980, se produjo un cierto renacimiento de las guinguettes, en particular en las orillas del río Marne, como en Créteil, Champigny-sur-Marne, Joinville-le-Pont o Nogent-sur-Marne, pero también en otras regiones de Francia como en la Baja Normandía en Pont-d'Ouilly.

## Filmografía
- Nogent, Eldorado du dimanche, documental de Marcel Carné, 1929.
- La Belle Équipe de Julien Duvivier, 1936, con Charles Vanel y Jean Gabin.
- Casque d'or de Jacques Becker, 1952, con Simone Signoret y Serge Reggiani
- Un dimanche à la campagne de Bertrand Tavernier, 1984.
- La Marne, une rivière de chansons, documental escrito y producido por Philippe Blanchis, y realizado en 2002 por Philippe Pinson.[4]